# 조덕제 (1965년)
조덕제(趙德濟, 1965년 10월 26일 ~ )는 대한민국의 축구 지도자로 현재 FC 목포의 감독으로 재직 중이며 선수 시절 부산 아이파크에서만 8시즌을 뛰었던 부산의 레전드이다.
대우 로얄즈(현 부산 아이파크)에서 선수로 활동한 그는 1989년 K리그 베스트 11 미드필더 부문을 수상했다. 2015년 감독으로서 수원 FC를 사상 처음으로 K리그 클래식으로 승격시키며 내셔널리그 출신 팀으로는 최초로 K리그 클래식에 진출시켰다.

## 축구인 생활

### 선수
아주대학교를 졸업하고 1988년 대우 로얄즈에 입단하면서 프로 생활을 시작하였다. 1988년 11월 5일 유공 코끼리와의 경기에서 프로 데뷔 골을 터뜨렸다. 데뷔 첫 시즌인 1988 시즌에 18경기에 출장해 1골과 1어시스트를 기록하였으며, 1989 시즌에는 리그 최다 출장인 39경기에 출전해 1골 4도움을 기록하는 등 좋은 활약을 보였고, 그 해 리그 베스트 미드필더로 선정되었다. 그 이후에도 대우 미드필더진의 한 축을 담당하면서 주전 멤버로 꾸준히 출전하고, 대우에서 8시즌 동안 활약한 뒤 은퇴하며 팀의 원클럽맨으로 남았다.

### 지도자 생활
은퇴 후 김희태축구센터 대표를 맡았으며, 2004년 모교인 아주대학교의 감독을 맡으며 지도자 생활을 시작하였다.
2012년 내셔널리그 수원시청의 감독으로 부임하였으며, 2013 시즌을 앞두고 수원시청이 수원 FC로 프로구단으로 전환해 K리그 챌린지로 편입되면서 프로팀 감독으로 데뷔하게 되었다.
2015년 9월 9일 안산 경찰청과의 경기에서 감독으로서 100번째 경기를 달성하였다.
조덕제는 리그에서 수원 특유의 공격 축구인 막공 축구를 펼쳤으며, 그런 막공 축구를 앞세운 수원 FC는 2015 시즌 리그 승강 플레이오프에서 부산 아이파크를 꺾고 K리그 클래식 승격을 이끌었다.
2차전에서도 2:0 승리를 거두면서 클래식 승격을 확정지었다. 아이러니하게도 승격의 희생양은 조덕제의 친정인 부산이었다는 것. 이로써 실업부터 K리그 클래식까지 한 팀만을 이끌고 온 첫 감독이 되었다.
비록 수원 FC가 한 시즌만에 챌린지로 강등당하긴 했지만 K리그 클래식에서도 화끈한 막공 축구를 펼치며 충분히 경쟁력 있는 모습을 보였으며, 특히 포항 스틸러스와의 리그 전경기 승리를 거두고 한 시즌 동안 10승을 거두며 승강제 도입 이후 리그 최하위 팀 중에는 가장 많은 승리를 거두는 등 수원 FC의 밝은 미래를 보이기도 하였다.
시즌 후 강등에 책임을 지고 사임을 고민했지만, 구단에서 재신임하기로 결정하여 팀에 잔류했다.
2017년 8월 26일 성적 부진에 책임을 지고 감독직에서 사임하였다. 조종화 수석코치가 10월 11일까지 감독대행직을 수행하였고, 그의 정식 후임으로 김대의가 수원 FC의 제 3대 감독으로 선임되었다.
2018년에는 잠시 행정가로 활동했다. 대한축구협회의 대회위원장으로 1시즌 동안 활동했다.
2019 시즌을 앞두고 친정 팀 부산 아이파크의 감독으로 선임되었다.
 수원 FC
- K리그 챌린지 : 승격 (2015)

## 개인
- 2015년 K리그 챌린지 최우수 감독상